# Sergej Advejev
Sergej Advejev (Oekraïens: Сергій Авдєєв) (Stachanov, 24 september 1976) is een Oekraïens voormalig wielrenner. Afgezien van een nationaal kampioenschap tijdrijden in 1997 behaalde hij geen professionele overwinningen.

## Belangrijkste overwinningen
1997
 Oekraïens kampioen tijdrijden, Elite

## Resultaten in voornaamste wedstrijden
| Jaar | Ronde van Italië | Ronde van Frankrijk | Ronde van Spanje |
| ---- | ---------------- | ------------------- | ---------------- |
| 2002 | 54e              |                     |                  |
| 2003 | 50e              |                     |                  |
| 2004 | 86e              |                     |                  |

| Jaar | Milaan-San Remo | Ronde van Lombardije |
| ---- | --------------- | -------------------- |
| 2002 |                 | opgave               |
| 2003 |                 | 71e                  |
| 2004 | 108e            | 60e                  |

Advejev · Bernucci · Bileka · Cali · Cavagnis · Coudray · De Waele · Hrysjtsjenko · Lievens · Louder · Lucchini · Mattozza · Meirhaeghe · Metloesjenko · Mifune · Popovytsj · Romano · Scamardella · Sørensen · Streel · Van Landeghem · Van Malderghem · Vanhaecke · Vermeersch · Weynants · Anzà (stagiair) · Chadwick (stagiair) · Timosjin (stagiair)
Advejev · Anzà · Bernucci · Bileka · Bracke · Capelle · De Waele · Dierckxsens · Doema · Hrysjtsjenko · Lievens · Lucchini · Metloesjenko · Popovytsj · Scamardella · Steels · Streel · Stremersch · Timosjin · Vaitkus · Van Landeghem · Van Speybroeck · Verstrepen · Weynants · Draux (stagiair) · Monfort (stagiair) · Wijnands (stagiair)
Advejev · Anzà · Bernucci · Bileka · Bracke · Capelle · De Waele · Dierckxsens · Doema · Durand · Gasperoni · Hrysjtsjenko · Lagoetin · Metloesjenko · Monfort · Popovytsj · Sijmens · Steels · Streel · Timosjin · Vaitkus · Van Bondt · Verstrepen · Lebeau (stagiair) · Simon (stagiair) · Van Loocke (stagiair)